# Ludwig Rabenhorst

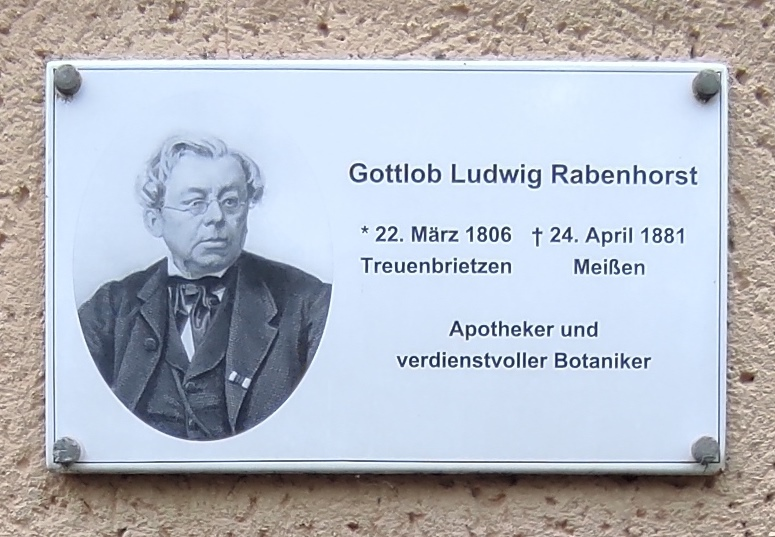
Gedenktafel für Gottlob Ludwig Rabenhorst unterhalb seines letzten Wohnhauses in Meißen (Nossener Straße 3)

Gottlob Ludwig Rabenhorst (* 22. März 1806 in Treuenbrietzen; † 24. April 1881 in Meißen) war ein deutscher Botaniker. Sein offizielles botanisches Autorenkürzel lautet „Rabenh.“

## Leben und Wirken
Rabenhorst begann 1822 eine Lehre als Apotheker in Belzig. Er studierte von 1822 bis 1830 Botanik an der Universität Berlin, wo er zum Apotheker 1. Klasse approbiert wurde. Von 1831 bis 1840 betrieb er eine Apotheke in Luckau, daneben betrieb er Forschungen zur Botanik, besonders zu den Kryptogamen. Wesentliche Ergebnisse der floristischen Durchforschung von Brandenburg und der Niederlausitz in diesen Jahren publizierte er in seiner Schrift Flora lusatica. Ab 1840 lebte er als Privatgelehrter in Dresden, ab 1875 in Meißen. In dieser Zeit widmete er sich ausschließlich der Erforschung der Flora und hier besonders der Kryptogamen. Er promovierte 1841 an der Universität Jena.
Rabenhorst zählte zu den bedeutendsten Förderern der Kryptogamenkunde und lieferte vor allem Sammlungen von Kryptogamen in getrockneten Exemplaren. Ab 1852 gab er die Zeitschrift Hedwigia heraus, eine Reihe, die sich der Kryptogamenkunde widmet und noch heute existiert. Von 1844 bis 1848 entstand Deutschlands Kryptogamenflora in zwei Bänden, die nach seinem Tode als Rabenhorst’s Kryptogamen-Flora weitergeführt wurde.

## Ehrungen
1841 wurde er zum Mitglied der Leopoldina gewählt.
Nach Rabenhorst benannt ist die Pflanzengattung Rabenhorstia Rchb. aus der Familie der Bruniaceae.

## Schriften (Auswahl)
- Kryptogamen-Flora von Sachsen, der Ober-Lausitz, Thüringen und Nordböhmen, mit Berücksichtigung der benachbarten Länder. 2 Bände. Kummer, Leipzig 1863/1870 (Digitalisate: Band 1; Band 2).
- Deutschlands Kryptogamen-Flora, 2 Bände, 1844–1848[3]
- Kryptogamen-Flora von Deutschland, Österreich und der Schweiz, 14 Bände, 1880–1920[3]
- Die Algen Sachsens
- Die Algen Europas
- Bryotheca europaea. Die Laubmoose Europas
- Hepaticae europaeae. Herbarium der Lebermoose Europas
- Klotzschii herbarium mycologicum. Centuria 1–20
- Fungi europaei, Klotzschii herbarii mycologici continuatio.
- Lichenes europaei exsiccatii. Die Flechten Europas
- Cryptogamae vasculares europaeae. Die Gefäßkryptogamen Europas, gesammelt und getrocknet herausgegeben
- Diatomaceae exsiccatae totius terrarum orbis, quas distribuit. Semicent. 1–2
- Characeae europaeae (in Verbindung mit Alexander Braun und Ernst Stizenberger)
- Kryptogamensammlung. Eine systematische Übersicht über das Reich der sogen. Kryptogamen, mit Illustrationen, welche den in Kürze gehaltenen Text klar veranschaulichen.
- Die Süsswasser-Diatomaceen (Bacillarien). Für Freunde der Mikroskopie . Leipzig 1853, doi:10.5962/bhl.title.8348
- Flora europaea algarum aquae dulcis et submarinae. Leipzig 1864–1868, doi:10.5962/bhl.title.7029
- Flora Lusatica, oder, Verzeichniss und Beschreibung der in der Ober- und Niederlausitz wildwachsenden und häufig cultivirten Pflanzen. Leipzig 1839–1840 doi:10.5962/bhl.title.6709